# Coupe d'Europe féminine de rink hockey
La Coupe d'Europe féminine de rink hockey est une compétition européenne féminine de rink hockey entre clubs. Cette compétition annuelle est organisée par le Comité européen de rink hockey depuis la saison 2006-2007.

## Palmarès
Le tableau ci-après donne le palmarès de la coupe d'Europe féminine depuis sa création en 2006-2007. On accède à l'article qui traite d'une saison particulière en cliquant sur l'année de la compétition.
| Edition | Saison    | Lieu                          | Vainqueur                     | Finaliste                     |
| ------- | --------- | ----------------------------- | ----------------------------- | ----------------------------- |
| 1       | 2006-2007 | Voltregà                      | Biescas Gijón (1)             | CE Arenys de Munt             |
| 2       | 2007-2008 | Mealhada                      | CP Voltregà (1)               | Fundação Nortecoope           |
| 3       | 2008-2009 | Coutras                       | Biescas Gijón (2)             | CP Voltregà                   |
| 4       | 2009-2010 | Voltregà                      | Biescas Gijón (3)             | CP Alcorcón                   |
| 5       | 2010-2011 | Weil am Rhein                 | CP Voltregà (2)               | Gijón HC                      |
| 6       | 2011-2012 | Sintra                        | Gijón HC (4)                  | Gérone CH                     |
| 7       | 2012-2013 | Gérone                        | CP Voltregà (3)               | Gérone CH                     |
| 8       | 2013-2014 | Coutras                       | CP Alcorcón (1)               | CS Noisy-le-Grand             |
| 9       | 2014-2015 | Manlleu                       | SL Benfica (1)                | US Coutras                    |
| 10      | 2015-2016 | Manlleu                       | CP Voltregà (4)               | CP manlleu                    |
| 11      | 2016-2017 | Gijón                         | CP Voltregà (5)               | Gijón HC                      |
| 12      | 2017-2018 | Lisbonne                      | Gijón HC (5)                  | SL Benfica                    |
| 13      | 2018-2019 | Manlleu                       | CP Voltregà (6)               | HC Palau de Plegamans         |
| 14      | 2019-2020 | Arrêté pour cause de Covid-19 | Arrêté pour cause de Covid-19 | Arrêté pour cause de Covid-19 |
| 15      | 2020-2021 | Palau-solità i Plegamans      | HC Palau de Plegamans (1)     | CP Voltregà                   |
| 16      | 2021-2022 | Gijón                         | HC Palau de Plegamans (2)     | Gijón HC                      |
| 17      | 2022-2023 | Lisbonne                      | Gijón HC (6)                  | CP Vila-Sana                  |
| 18      | 2023-2024 | La Corogne                    | CP Fraga                      | CP Vila-Sana                  |
| 19      | 2024-2025 | Palau-solità i Plegamans      | HC Palau de Plegamans (3)     | Gijón HC                      |

## Palmarès par club
À l'exception du SL Benfica, tous les clubs ayant remporté une édition sont espagnols. De plus, 12 des 16 finales voient s'affronter deux clubs espagnols. 
| Rang | Équipe                | Titres | Finales perdues |
| ---- | --------------------- | ------ | --------------- |
| 1    | Gijón                 | 6      | 4               |
| 2    | CP Voltregà           | 6      | 2               |
| 3    | HC Palau de Plegamans | 3      | 1               |
| 4    | CP Alcorcón           | 1      | 1               |
| -    | SL Benfica            | 1      | 1               |
| 6    | CP Fraga              | 1      | 0               |
| 7    | Gérone CH             | 0      | 2               |
| 8    | Fundação Nortecoope   | 0      | 1               |
| -    | CS Noisy-le-Grand     | 0      | 1               |
| -    | US Coutras            | 0      | 1               |
| -    | CP Manlleu            | 0      | 1               |
| -    | CP Vila-Sana          | 0      | 1               |

## Palmarès par pays
| Rang | Équipe   | Titres | Finales perdues |
| ---- | -------- | ------ | --------------- |
| 1    | Espagne  | 17     | 14              |
| 2    | Portugal | 1      | 2               |
| 3    | France   | 0      | 2               |